# Юга Безногий
Юга Безногий (молд. Юга Ологул, «Юга Одноногий») — господарь Молдавского княжества в течение короткого времени в 1399—1400 годах, сын Романа I Мушата.
Соперничество между поляками и венграми способствовало установлению более тесной связи между Молдавией и Польским королевством, в 1387 году к польскому королю Владиславу Ягайлу явился Пётр Мушат и, признавая себя вассалом Польского королевства, принес присягу польскому королю.

## Биография
Юга Безногий правил страной около шести месяцев, ничем при этом не отличившись. А в другом источнике указано, что в 1399 году молдавским князем Югою для Молдавии была основана самостоятельная православная митрополия с резиденцией в городе Сочава (на юге Буковины), а вот после него Буковина была подчинена в иерархическом отношении охридскому архиепископу, который в своих руках соединил управление всею церковью болгарскою и молдавскою. Данных о его правлении очень мало. Предполагается, что Юга был свергнут с престола в ходе интервенции Мирчи Старого, который содействовал Александру I Доброму занять молдавский трон.
Предполагается, что у него была жена Анастасия. А сам Юга был похоронен в монастыре в городе Васлуй.